# Leonson Lewis
Leonson Edward Jeffrey Lewis (ur. 30 grudnia 1966 w Port-of-Spain) – trynidadzko-tobagijski piłkarz występujący na pozycji napastnika.

## Kariera klubowa
Swoją karierę rozpoczął w 1986 w zespole W Connection, a w 1989 przeszedł do jamajskiego Hazardu United, w którym spędził sezon 1989/1990. Następnie przeniósł się do portugalskiej Académiki Coimbra, grającej w drugiej lidze. W 1994 odszedł do zespołu ligowego rywala – FC Felgueiras. Z Felgueiras awansował w sezonie 1994/1995 do pierwszej ligi, w której zadebiutował 20 sierpnia 1995 w zremisowanym 2:2 spotkaniu z GD Chaves. Z kolei pierwszą bramkę w nowych rozgrywkach zdobył 3 września 1995 w przegranym 1:2 pojedynku z Leça FC. W sezonie 1995/1996 zajął z klubem 16. miejsce w lidze i spadł z nim do drugiej ligi.
W styczniu 1997 przeszedł do pierwszoligowej Boavisty, z którą w sezonie 1996/1997 zdobył Puchar Portugalii. Później występował w także pierwszoligowych drużynach GD Chaves oraz Estrela Amadora, a także w drugoligowym União Lamas. W 2002 wrócił do W Connection, z którym zdobył Puchar Trynidadu i Tobago, a następnie zakończył karierę.

## Statystyki ligowe
| Rozgrywki     | Poziom | Kraj       | Mecze | Gole |
| ------------- | ------ | ---------- | ----- | ---- |
| Primeira Liga | I      | Portugalia | 115   | 23   |
| Segunda Liga  | II     | Portugalia | 200   | 59   |

## Kariera reprezentacyjna
W reprezentacji Trynidadu i Tobago zadebiutował 17 kwietnia 1988 w wygranym 4:0 meczu el. do MŚ 1990 z Gujaną, a 16 czerwca 1989 w wygranym 2:1 towarzyskim pojedynku z Peru strzelił swojego pierwszego gola w kadrze.
W 1991 został powołany do drużyny na Złoty Puchar CONCACAF, na którym zagrał w meczach ze Stanami Zjednoczonymi (1:2, gol), Kostaryką (2:1, gol) i Gwatemalą (0:1), a Trynidad i Tobago zakończył turniej na fazie grupowej.
W latach 1988–1996 w drużynie narodowej rozegrał 34 spotkania i zdobył 16 bramek.